# رينان دينيز
رينان دينيز (9 سبتمبر 1989 بساو باولو في البرازيل - ) هو لاعب كرة قدم برازيلي في مركز الدفاع. لعب مع أضنة سبور.

## روابط خارجية
- رينان دينيز على موقع اتحاد تركيا (لاعب) (الإنجليزية)
- رينان دينيز على موقع قاعدة بيانات كرة القدم.إي يو (الإنجليزية)
- رينان دينيز على موقع Soccerway.com (الإنجليزية)
- رينان دينيز على موقع عالم كرة القدم.نت (الإنجليزية)